# Tru Cru
Die Tru Cru (Eigenschreibweise TRU CRU) ist eine Breakdance-Gruppe mit 15 aktiven Mitgliedern aus Stuttgart.

## Geschichte
Gegründet wurde die Tanzformation im Jahr 2007 von Terence Ruß (Künstlername Terence Ill), Jens Nonnenmann (Mercedes-Jenz) und Michael Massa (Bad Mike) und Dennis Bucher (Abuk).
Inzwischen zählt die Tru Cru Mitglieder aus Stuttgart, Villingen-Schwenningen und Rastatt. Alle kennen sich schon seit vielen Jahren und sind sowohl durch die BBoy-Szene als auch privat eng miteinander in Kontakt. Die Gruppe besteht aus 15 aktiven Mitgliedern. Mittlerweile treten sie auf nationaler und internationaler Ebene auf.
Auf der internationalen Hiphop-Internetseite „Bboyrankingz“ ist die Gruppe auf Platz 21 der Weltrangliste notiert. Auf der nationalen Rangliste belegt Tru Cru Platz 1.

## Meistertitel
(Quelle:)

### 2019
- 1. Platz, STEP ON THE FLOOR BATTLE, BERLIN (GER), 2VS2
- 1. Platz, MOVE FOR FREEDOM BATTLE; WIESBADEN (GER) 2VS2

### 2016
- 1. Platz, B-BOY X-MAS BATTLE, WÜRZBURG (GER), 2VS2
- 1. Platz, BREAX-MAS JAM, BREMEN (GER), 1VS1
- 1. Platz, BREAX-MAS JAM, BREMEN (GER), 2VS2
- 1. Platz, WHO CAN ROAST THE MOST, MIAMI (USA), 2VS2
- 1. Platz, BATTLE DE LA RENTREE, DIJON (FRA), 3VS3
- 1. Platz, COMBONATION QUALIFIER, KARLSRUHE (GER), 1VS1
- 1. Platz, UNIVERSAL LANGUAGE, ULM (GER), 4VS4
- 1. Platz, UNIVERSAL LANGUAGE, ULM (GER), 1VS1
- 1. Platz, INCREDIBLE SYNDICATE ANNIVERSARY, ULM (GER), SEVEN2SMOKE
- 1. Platz, RESPECT SESSION VOL.2, SPA (BEL), 3VS3
- 1. Platz, 2FACE BATTLE, BASEL (CH), 2VS2
- 1. Platz, TROPHEE MASTERS EUROPE, ULM (GER), 5VS5

### 2015
- 1. Platz, BATTLE OF MINGA, MÜNCHEN (GER), SEVEN2SMOKE
- 1. Platz, DOYOBE, WIEN (AUS), 5VS5[5]
- 1. Platz, MAD STYLE AND BREAKS, BAD BUCHAU (GER), 3VS3
- 1. Platz, BREAK SOME NOIZE, WIEN (AUS), 5VS5
- 1. Platz, BATTLE OF MINGA, MÜNCHEN (GER), SEVEN2SMOKE
- 1. Platz, 10 YEARS COMBO ANNIVERSARY, KARLSRUHE (GER), 2VS2
- 1. Platz, SOUL ON TOP, BASEL (CH), 5VS5
- 1. Platz, RESPECT SESSION VOL.1, SPA (BEL), 3VS3
- 1. Platz, FUNK CONNECTION JAM, SCHAFFHAUSEN (CH), 1VS1
- 1. Platz, 2FACE BATTLE, BASEL (CH), 2VS2

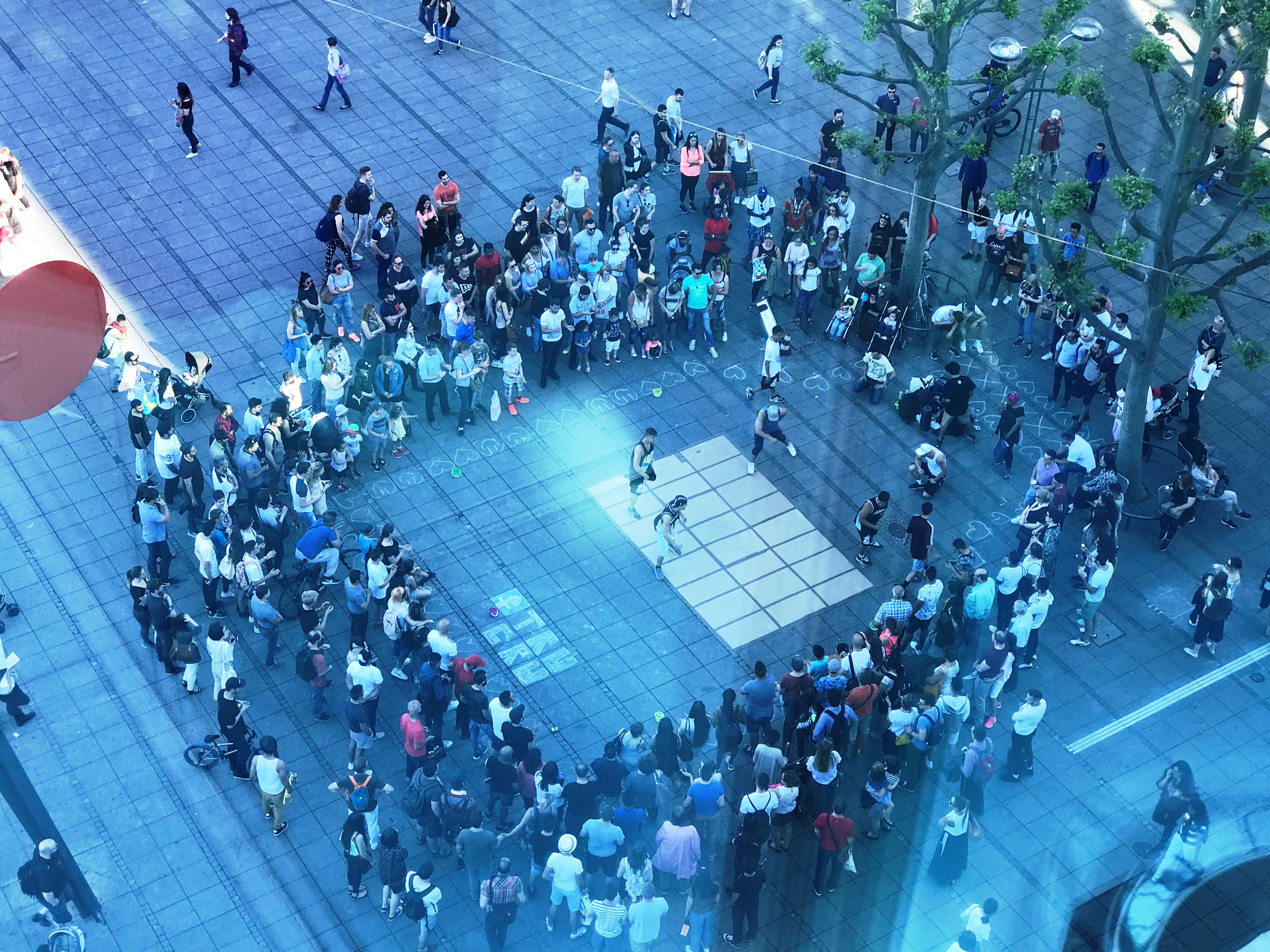
Tru Cru bei einer Performance am Schlossplatz Stuttgart

### 2014
- 1. Platz, LITTLE BIG JAM, GÖPPINGEN (GER), 2VS2
- 1. Platz, SCENARIO BATTLE, KARLSRUHE (GER), 2VS2
- 1. Platz, FINAL CUT BATTLE, BADEN-BADEN (GER), 3VS3
- 1. Platz, LOS CABALLEROS 10th YEARS ANNIVERSARY (SEVEN 2 DRUNK), MÜNCHEN (GER), 1VS1
- 1. Platz, LOS CABALLEROS 10th YEARS ANNIVERSARY (BLINDDATE BATTLE), MÜNCHEN (GER), 2VS2
- 1. Platz, BATTLE OF MINGA, MÜNCHEN (GER), 2VS2
- 1. Platz, EVOLUTION BATTLE EUROPE, KARLSRUHE (GER), 1VS1
- 1. Platz, MASTERING THE ART BBOY BATTLE, BOTNANG (GER), 2VS2
- 1. Platz, HD READY PART 8, ZÜRICH (CH), 1VS1
- 1. Platz, MASTERING THE ART FOOTWORK BATTLE, BACKNANG (GER), 2VS2
- 1. Platz, B-BOY STREET FESTIVAL, STRASSBURG (FRA), 1VS1
- 1. Platz, HD READY PART 8, ZÜRICH (CH), 1VS1
- 1. Platz, D POINT C ANNIVERSARY (POWERMOVE BATTLE), ZÜRICH (CH), 1VS1

### 2013
- 1. Platz, FUNKBREAKABLE HIP HOP FESTIVAL, WÜRZBURG (GER), 3VS3
- 1. Platz, GERMAN DANCE MASTERS, BAD KREUZNACH (GER), 3VS3
- 1. Platz, BATTLE OF THE MONTH, STUTTGART (GER), 2VS2
- 1. Platz, BACK 2 FLAVA, STUTTGART (GER), 2VS2
- 1. Platz, DAVY BACK BATTLE, STUTTGART (GER), 2VS2
- 1. Platz, SOUL EXPRESSION, CHEMNITZ (GER), 5VS5
- 1. Platz, ONE LOVE BATTLE, ESSLINGEN (GER), 2VS2
- 1. Platz, BATTLE OF MINGA, MÜNCHEN (GER), 2VS2
- 1. Platz, BEASTHOUSE BATTLE, ERLANGEN (GER), 2VS2